# Cristian Pistol
Cristian Ovidiu Cătălin Pistol (n. 2 iulie 1977, București) este un inginer român, ocupând din septembrie 2021 funcția de director general al Companiei Naționale de Administrare a Infrastructurii Rutiere (CNAIR). Anterior ocupând funcții de conducere în administrația publică și sectorul privat. Pistol este membru al Partidului Național Liberal (PNL) și a fost consilier de stat pe probleme de infrastructură în cadrul Cancelariei prim-ministrului Florin Cîțu în 2021.

## Biografie

### Educație și formare
Cristian Pistol a absolvit Universitatea Tehnică de Construcții București, obținând diploma de inginer. Ulterior, a urmat studii postuniversitare la Universitatea Ecologică din București. Între 2008 și 2010, a absolvit un Executive Master of Business Administration (MBA) oferit de Tiffin University, Ohio (SUA), în parteneriat cu Universitatea din București. Această pregătire i-a oferit competențe atât în domeniul tehnic al construcțiilor, cât și în management și administrație.

## Activitate profesională
Pistol și-a început cariera în anii 2000, deținând diverse funcții tehnice și de management în sectorul construcțiilor și administrației publice.
Între 2000 și 2010, a fost implicat în proiecte de reabilitare a infrastructurii urbane și construcții civile, colaborând atât cu companii private, cât și cu instituții publice. A lucrat ca expert și manager de proiect în cadrul Companiei Naționale de Investiții (CNI) și a participat la modernizarea infrastructurii școlare sub egida Ministerului Educației. 
În 2020, s-a alăturat Ministerului Transporturilor ca director de cabinet și consilier personal al ministrului. În paralel, între ianuarie și septembrie 2020, a fost membru în Consiliul de Administrație al TAROM, având un rol în supervizarea activității companiei aeriene.
În august 2021, a fost numit consilier de stat pe probleme de infrastructură în Cancelaria Prim-Ministrului Florin Cîțu. După o lună, a demisionat pentru a prelua conducerea CNAIR, fiind numit de Dan Vîlceanu, ministrul interimar al Transporturilor la acel moment. Pe 19 iulie 2023, a fost confirmat în funcția de director general al CNAIR prin concurs public, pentru un mandat de patru ani.
În august 2024, a fost anunțată o posibilă candidarură la alegerile parlamentare din decembrie 2024.

### Proiecte
Cristian Pistol a fost implicat în dezvoltarea unor proiecte de infrastructură de amploare:
- Autostrada A1 Sibiu – Pitești – Prima autostradă care traversează Carpații, un proiect considerat esențial pentru transportul național. Sub conducerea sa, toate secțiunile au fost contractate și sunt în curs de execuție.
- Autostrada A7 Ploiești – Pașcani – A coordonat atribuirea contractelor pentru 12 din cele 13 loturi, facilitând dezvoltarea regiunii Moldovei.[necesită citare]
- Autostrada de Centură București (A0) – A contribuit la accelerarea execuției celor două sectoare ale autostrăzii [16].
- Promovarea antreprenorilor români – În mandatul său, s-a remarcat o creștere a participării firmelor românești în proiectele CNAIR, precum grupul UMB.[necesită citare]
- Reformarea achizițiilor publice – A implementat schimbări în procedurile de achiziții publice, inclusiv rezilierea contractelor în cazul întârzierilor majore.[6]

## Controverse
Activitatea lui Cristian Pistol în fruntea Companiei Naționale de Administrare a Infrastructurii Rutiere (CNAIR) a fost însoțită și de o serie de critici și controverse legate de gestionarea unor proiecte majore de infrastructură și de relația cu constructorii implicați în acestea.
În anul 2022, Pistol a decis desființarea mecanismului de atribuire directă a lucrărilor de decontaminare în cadrul proiectelor rutiere, un sistem care, conform presei, ar fi generat cheltuieli nejustificate de aproximativ 30 de milioane de euro. A reluat procedurile printr-o licitație publică, proces blocat inițial de contestații, dar validat ulterior de Consiliul Național de Soluționare a Contestațiilor (CNSC) și Curtea de Apel.
În 2023, CNAIR, sub conducerea lui Pistol, a reclamat mobilizarea lentă a antreprenorului grec Aktor pe lotul 3 al Autostrăzii A0 Sud, ceea ce a determinat prelungirea semnificativă a termenelor de finalizare. Pistol a făcut publice aceste probleme într-o conferință de presă, menționând întârzierile și lipsa echipamentelor la fața locului.
Tot în 2024, Asociația „Moldova vrea Autostradă” i-a cerut demisia, acuzând conducerea CNAIR de amânarea licitațiilor pentru proiectarea și execuția tronsoanelor Autostrăzii A8 (Autostrada Unirii), în ciuda faptului că documentațiile tehnico-economice fuseseră aprobate anterior. Reprezentanții organizației au considerat că întârzierea ar afecta grav dezvoltarea infrastructurii din regiunea Moldovei.

## Relevanță publică și recunoaștere
În calitate de director general al CNAIR, Cristian Pistol a avut o expunere publică semnificativă, fiind citat în presa centrală în legătură cu proiecte de infrastructură strategică, precum autostrăzile A1, A7 și A0. Intervențiile sale au fost preluate de publicații precum Jurnalul.ro, Digi24, Gandul.ro, Agerpres, Money.ro, HotNews, G4Media, Economedia și Adevărul. 